# Vilayet di Aleppo
Il vilayet di Aleppo (in turco: Vilâyet-i Haleb), fu un vilayet dell'Impero ottomano, nell'area dell'attuale città di Aleppo.

## Storia
Grazie alla sua posizione strategica sulle vie di commercio tra Anatolia e Asia, Aleppo crebbe facilmente come una delle più prospere aree commerciali in epoca ottomana, seconda solo alla capitale Costantinopoli. Ad ogni modo, l'economia di Aleppo venne fortemente compromessa dall'apertura del canale di Suez nel 1869 e dalla ripresa di Damasco come importante centro commerciale nell'area.
Alla fine della prima guerra mondiale, il trattato di Sèvres rese gran parte della provincia di Aleppo parte della nuova nazione di Siria, mentre la Cilicia venne promessa in protettorato alla Francia per divenire lo stato armeno. Ad ogni modo, Kemal Ataturk riuscì ad annettere gran parte della provincia di Aleppo e della Cilicia alla Turchia nell'ambito della sua guerra d'indipendenza. I residenti arabi della provincia (così come i curdi) supportarono i turchi in questa guerra contro le potenze straniere, con personaggi di spicco come Ibrahim Hanano che coordinò i passaggi direttamente con Ataturk. Il risultato, infine, si rivelò però disastroso.

## Geografia antropica

### Suddivisioni amministrative
I sanjak del vilayet di Aleppo nel XIX secolo erano:
1. sanjak di Aleppo (nel 1908 il kaza di Ayıntab divenne sanjak ed ottenne i kaza di Pazarcık da quello di Maraş)
2. sanjak di Urfa
3. sanjak di Marash